# パキスタン人の一覧
パキスタン人の一覧（パキスタンじんのいちらん）は、著名なパキスタン人を一覧化したものである。

## あ行
- モハンマド・アシフ - クリケット選手
- モハンマド・アブドゥッサラーム - 物理学者。ノーベル物理学賞の受賞者である
- モハンマド・アミール - クリケット選手
- カリーム・ウラー - サッカー選手。同国代表チームのストライカーとして活躍

## か行
- アフマド・ナディーム・カースミー - 作家
- アブドゥル・カディール・カーン - 核物理学者
- イムラン・カーン - 政治家。現在、同国の首相。元はクリケット選手であった
- ジャハーンギール・カーン - スカッシュ選手。「スポーツ界で最も長い連勝記録」保持者としてギネス世界記録に認定されている
- ヒナ・ラッバーニ・カル - 政治家
- ユースフ・ラザー・ギーラーニー - 政治家

## さ行
- アースィフ・アリー・ザルダーリー - 政治家。同国の大統領（第11代）でもあった
- ザファルッラー・カーン・ジャマーリー - 政治家。国会議員、地方自治相、州首相、同国首相（19代）などを歴任している
- フセイン・シャー - 元プロボクサー
- ナワーズ・シャリーフ - 政治家。数々の役職を歴任していたが、2018年に公職から永久追放され、さらに汚職により禁錮10年の有罪判決を受け現在も収監中
- ムハンマド・アリー・ジンナー - 政治家。インド・ムスリム連盟の指導者で、独立パキスタンの初代総督でもある。同国における「建国の父」として知られている

## は行
- ムハンマド・ジア＝ウル＝ハク - 政治家。同国第6代大統領。かつては軍人として活躍していた。
- マブーブル・ハック - 経済学者
- アユーブ・ハーン - 政治家。同国第2代大統領。かつては軍人であり、同国の初代軍総司令官として活動していた
- ヌスラト・ファテー・アリー・ハーン - 音楽家。カッワーリーの歌い手である。また、世界的に著名なミュージシャンとして知られる
- ファイズ・アハマド・ファイズ - 詩人。社会活動家でもあった
- タイムール・フセイン（英語版） - プロゴルファー
- マムヌーン・フセイン - 政治家。同国第12代大統領。実業家でもある
- ズルフィカール・アリー・ブットー - 政治家。同国の首相であった
- ベーナズィール・ブットー - 政治家。同国初の女性首相であると同時にイスラム諸国家における初の女性首相でもあった。父はズルフィカール・アリー・ブットー。2007年に暗殺された

## ま行
- フマユン・A・ムガール - ジャーナリスト。パキスタン・イスラム共和国時代のラーワルピンディー出身。ムガール帝国・18代目の末裔である
- パルヴェーズ・ムシャラフ - 政治家。かつては同国大統領であったが同国政界における派閥の対立などの理由で辞職後、海外へ亡命を図った。現在はドバイに滞在している

## や行
- マララ・ユスフザイ - 教育活動家・フェミニスト。人権運動家でもある

## 在外
- サイード横田仁奈 - 新体操選手。父親がパキスタン人で母親が日本人。ロンドン五輪代表選手でもある
- サイード横田絵玲奈 - サイード横田仁奈の妹。タレントとして活動している。元AKB48研究生
- マサイ - グループ系YouTuber「フィッシャーズ」のサブリーダー。父親がパキスタン人で母が日本人。フィッシャーズ1のおバカ。
- ミヤ哉心 - 野球パキスタン代表。父親がパキスタン人で、野球パキスタン代表の元監督でもあるミアン・マクブール・フセイン。母親が日本人。